# Dr.-Bach-Straße 3

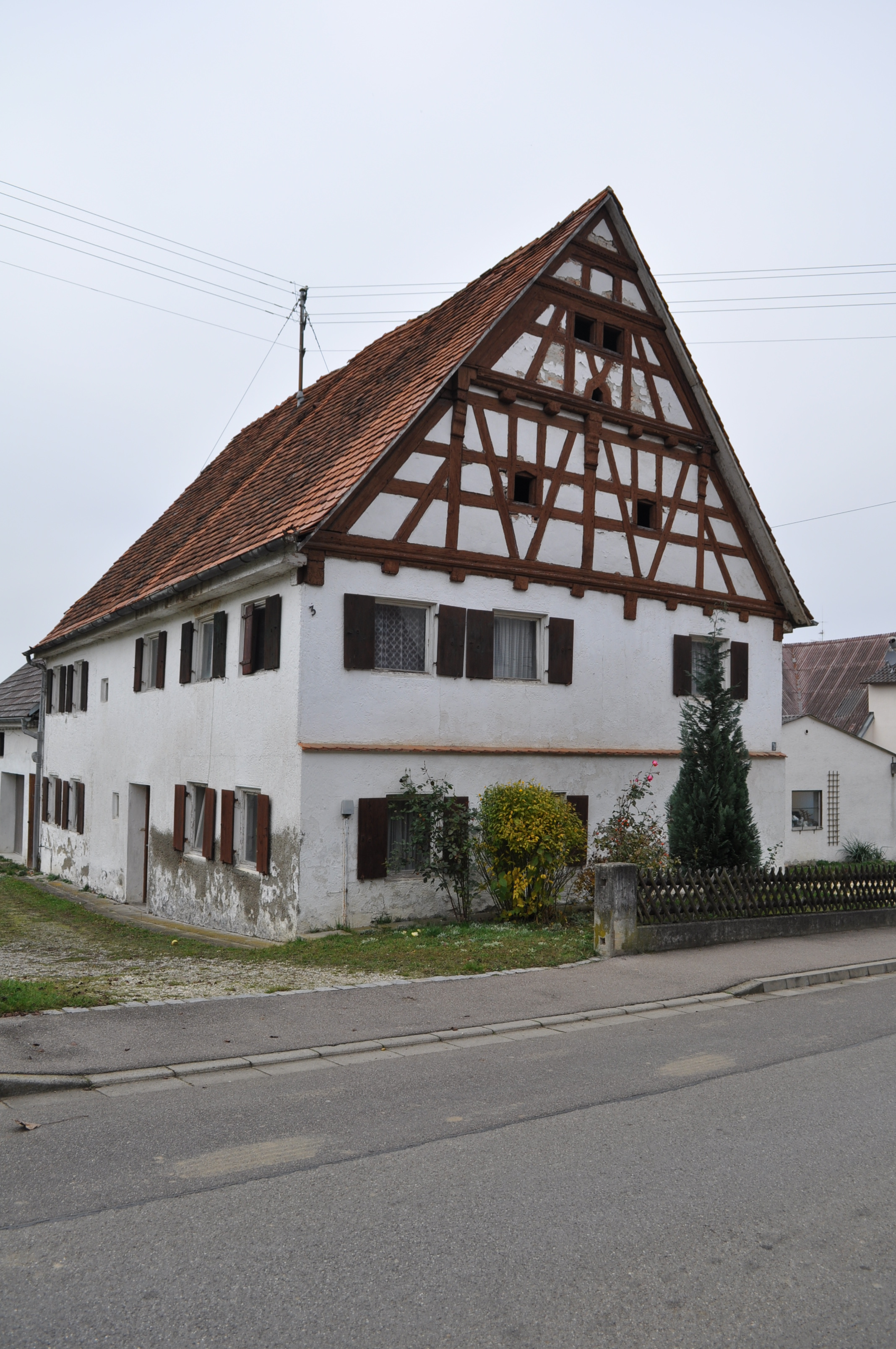
Wohnhaus Dr.-Bach-Straße 3 in Aislingen

Das Gebäude Dr.-Bach-Straße 3 in Aislingen, einer Gemeinde im Landkreis Dillingen an der Donau im bayerischen Regierungsbezirk Schwaben, wurde in der zweiten Hälfte des 17. Jahrhunderts errichtet. Das Wohnhaus ist ein geschütztes Baudenkmal.
Der zweigeschossige, giebelständige Satteldachbau mit Fachwerkgiebel besitzt unter der Giebelschwelle sichtbare Balkenköpfe.